# Christopher White (arquero)
Christopher White (11 de marzo de 1979) es un deportista británico que compitió en tiro con arco, en la modalidad de arco compuesto.
Ganó dos medallas de bronce en el Campeonato Mundial de Tiro con Arco al Aire Libre, en los años 1999 y 2001, y una medalla de bronce en el Campeonato Mundial de Tiro con Arco en Sala de 2012.
Además, obtuvo una medalla de plata en el Campeonato Europeo de Tiro con Arco al Aire Libre de 2012 y dos medallas de bronce en el Campeonato Europeo de Tiro con Arco en Sala, en los años 1998 y 2004.

## Palmarés internacional
| Campeonato Mundial al Aire Libre | Campeonato Mundial al Aire Libre | Campeonato Mundial al Aire Libre | Campeonato Mundial al Aire Libre |
| Año                              | Lugar                            | Medalla                          | Prueba                           |
| -------------------------------- | -------------------------------- | -------------------------------- | -------------------------------- |
| 1999                             | Riom (Francia)                   | Medalla de bronce                | Equipo                           |
| 2001                             | Pekín (China)                    | Medalla de bronce                | Equipo                           |
| Campeonato Mundial en Sala       |                                  |                                  |                                  |
| Año                              | Lugar                            | Medalla                          | Prueba                           |
| 2012                             | Las Vegas (Estados Unidos)       | Medalla de bronce                | Equipo                           |
| Campeonato Europeo al Aire Libre |                                  |                                  |                                  |
| Año                              | Lugar                            | Medalla                          | Prueba                           |
| 2012                             | Ámsterdam (Países Bajos)         | Medalla de plata                 | Equipo                           |
| Campeonato Europeo en Sala       |                                  |                                  |                                  |
| Año                              | Lugar                            | Medalla                          | Prueba                           |
| 1998                             | Oldenburgo (Alemania)            | Medalla de bronce                | Equipo                           |
| 2004                             | Sassari (Italia)                 | Medalla de bronce                | Individual                       |